# Büchsflinte
Die Büchsflinte stellt eine Variante der kombinierten Waffen dar und ist eine Langwaffe mit einem Schrot- und einem Kugellauf.
Diese sind – im Gegensatz zur Bockbüchsflinte – nicht übereinander, sondern nebeneinander angeordnet (engl. side-by-side).
Die Büchsflinte wird hauptsächlich in Revieren eingesetzt, in denen der Jäger auf Niederwild und Hochwild jagt, also beispielsweise auf Fuchs und Hase, die mit Schrot geschossen werden, oder Reh und Wildschwein, die mit der Kugel zur Strecke kommen.
Die Büchsflinte war um die vorige Jahrhundertwende herum in Deutschland sehr verbreitet, da sie sich oft aus einer normalen Doppelflinte oder Querflinte durch den Einbau eines Einstecklaufes herstellen ließ.
In jüngerer Zeit haben vor allem die renommierten deutschen Waffenhersteller Krieghoff und Blaser der Büchsflinte eine Wiedergeburt verschafft.
Waren früher die Läufe noch miteinander verlötet, was speziell bei warmen Läufen oft zur Treffpunktverlagerung führte, so nennt man sie heute thermostabil, da die Läufe sich unabhängig voneinander erwärmen / ausdehnen können, ohne die Treffpunktlage des jeweils anderen Laufes zu beeinträchtigen. Außerdem haben die von den genannten Herstellern produzierten Waffen eine eingebaute Mündungsverstellung. Die Mündungen können zueinander verstellt werden, was Vorteile beim Einschießen der Waffe mit sich bringt. Auch der Wechsel des Munitionsloses bzw. der Laborierung ist somit leicht zu bewerkstelligen.
Von der Handhabung her ist die Büchsflinte eher für kurze Waldjagddistanzen geeignet. Die Läufe sind meist so justiert, dass sie nach ca. 50 m zusammenschießen, d. h., dass sich die Achsen der Laufseelen überschneiden. Danach fliegt das Geschoss aus dem linken Lauf weiter nach rechts und umgekehrt. Bei einer Bockbüchsflinte überschneiden sich die Seelenachsen in vertikaler Richtung, d. h. man hat entweder einen etwas zu hohen oder zu tiefen Treffer, was jagdlich aber tolerierbar ist. Bei der Büchsflinte sitzt der Treffer dann ggf. daneben, was eher problematisch ist. Die Büchsflinte ist heutzutage eher eine Liebhaberwaffe.